# Organisationsteori
Organisationsteori utgör läran om organisationer. Teorier om organisation innefattar ett eller flera av följande kunskapsområden:
- att förstå och beskriva organisationer
- att förklara organisationer eller delar därav (framväxt, utbredning, förändring, funktion, etcetera)
- att förändra och påverka organisationer

Organisationsteorier omsluter implicit eller explicit alltid en eller flera beskrivningar av organisationer och vad de kan förstås som. Som organisationer räknas vanligen frivilliga organisationer såsom idrottsföreningar, intresseorganisationer, politiska partier samt företag, men också ofrivilliga organisationer som stater. En organisation är en grupp människor som strävar mot samma mål.:9-12

## Historia
Människor i alla tider har organiserat sig och säkert har det funnits intresse redan tidigt att studera hur en organisation fungerar. Den moderna organisationsteorin växte fram under industrialismens genombrott under 1800-talet.
Ett allmänt drag hos organisationsteorin är att den inte har dominerande förklaringsmodeller som avlöser varandra, utan att man snarare alltid haft ett flertal möjliga teoretiska perspektiv ut vilka man betraktat och analyserat organisationer. Organisationspraktiken är alltför komplex för att låta sig fångas med en enstaka teoretisk begreppsapparat, och organisationsteorins utveckling kan därför ses som en ständigt pågående diskussion snarare än som en serie av falsifieringar av dominerande teorier.
Det finns ett flertal olika sätt att dela in olika organisationsteorier (se ex. Richard Scotts inflytelserika indelning i rationella, naturliga och öppna sätt att se på organisationer). En vanlig uppdelning är att skilja på klassisk och modern organisationsteori, där brytpunkten sätts ungefär vid andra världskrigets slut/1950. Efter andra världskriget växer organisation och ledarskap (management) som akademiskt ämne, området blir mer teoretiserat (till skillnad från före 1950 då teorierna i större utsträckning är normativa och baserade på praktikers erfarenheter av att leda och förändra organisationer).

## Klassisk organisationslära
Till den klassiska organisationsläran brukar fyra teorier räknas, och alla är från tiden före 1950. De är Scientific Management, Human Relations, administrativa skolan och byråkratiska skolan. Till detta kan även läggas Marxistiskt organisationsteori, även om Karl Marx aldrig utvecklade en utpräglad och enhetlig organisationsteori. Det är också möjligt att hitta tidiga grunder för organisationsteori i bl.a. Adam Smiths, Charles Babbage och Andrew Ures texter om arbetsdelning och dess konsekvenser. 

### Scientific Management
Frederick Winslow Taylor är upphovsman till taylorismen och Scientific Management, vilket också var titeln på den berömda bok han gav ut 1911.:37 Teorin präglas av rationellt tänkande och har inspirerat till Löpandebandprincipen.[källa behövs] Taylors fyra huvudprinciper var:
- Alla arbetsuppgifter ska studeras vetenskapligt. Standardiserade metoder för uppgifterna ska utvecklas efter vetenskapliga principer och inte efter tumregler.
- Den bästa arbetaren ska väljas för varje enskild arbetsuppgift och därefter tränas och utvecklas för denna uppgift.
- Ett gott samarbete mellan arbetare och ledning ska eftersträvas.
- Arbetsuppgifter och ansvar skall delas mellan ledning och arbetare på ett funktionellt sätt.

Funktionell uppdelning av arbete och ansvar innebär i Scientific Management att ansvar delas upp mellan åtta olika funktioner: arbetsfördelare, instruktör, tidtagare och ordningsman, som alla var placerade i planeringsavdelningen, och förman, hastighetskontrollant, inspektör och reparationsbas, som alla fanns på verkstadsgolvet. Denna uppdelning av ansvar som gör att varje arbetare fick åtta chefer kritiseras från personer inom den byråkratiska och administrativa skolan. De menar att varje person endast ska ha en chef, den s.k. principen om enhetsbefäl.:44
Scientific Management har kritiserats för att göra människor till kugghjul i ett maskineri, vilka inte alls ska tänka själva. Taylor beskriver själv obegåvade arbetare som särskilt lämpade för trist och monotont arbete, endast de som är "dumma som oxar" skulle klara av ett sådant arbete.:40 Människor förutsätts drivas enbart av lön, och andra drivkrafter som interna behov (som till exempel kan ses i Maslows behovspyramid) bortses ifrån.

### Byråkratiska skolan
Max Weber är upphovsman till den byråkratiska skolan. Den byråkratiska skolan skiljer mellan makt och auktoritet. Makt har den som kan tvinga andra till lydnad. Auktoritet har den som åtlyds frivilligt. Auktoritet kan komma av tre olika skäl. Personlig auktoritet kan en karismatisk ledare ha. I traditionsbundna organisationer kan ledaren ha fått traditionell auktoritet genom arv och sedvänja. I byråkratiska organisationer kan ledaren ha formell auktoritet genom en chefstitel. 
Weber menade att effektivitet uppnås genom formella regler, rapporter och kommunikationskanaler. Organisationen ska vara hierarkiskt uppbyggd med opersonliga kommunikationskanaler endast genom den hierarkiska organisationen. Teorin präglas av att undertrycka de informella auktoriteterna och lyfta fram positionsauktoriteterna. Som en del i de formella reglerna så ska befordringsgång och säkerhet i anställningen tydligt regleras. Fördelen med byråkrati är att konflikter kan minskas genom att man kan hänvisa till regler. Teorin funkar särskilt bra för en organisation som befinner sig i en stabil miljö och där det finns krav på säkerhet och kontroll. Ett exempel på en sådan organisation är en myndighet. Problem uppstår om förutsättningarna förändras och det finns en risk att reglerna, som egentligen är medel för att nå målen, blir ett mål i sig; det kan bli viktigare att följa alla regler när man betjänar kunder än att kunden betjänas på ett bra sätt. Problem uppstår också när byråkratin blir för rigid och organisationen slutar ifrågasätta sig själv, sina mål och sina medel. Weber var också ambivalent i förhållande till sin egen teori; han menade att byråkratin var den oundvikliga och fulländade organisationsteorin, samtidigt som han varnade för att framtidens människor skulle stängas in i en "Rationalitetens järnbur" där allt var regelstyrt och kontrollerat.

### Administrativa skolan
Henri Fayol är förgrundsgestalt i den administrativa skolan.:43 Han bygger sin teori främst på sin erfarenhet från gruvbranschen och menar själv att han bara skrivit ner sina erfarenheter av god administration. Administrativa skolan poängterar att ansvar ska vara kopplat till auktoritet och vice versa. För varje mål ska det alltid bara finnas en ansvarig chef att utkräva ansvar ifrån. Fayol framhåller vikten av enhetlig ordergivning genom att varje person inte har mer än en chef och vikten av att upprätthålla disciplin. Information bör gå tjänstevägen, alltså lodrät genom hierarkin och inte igenom direktförbindelser vågrätt om inte det finns skäl för det. Fayol menar även att man bör uppmuntra initiativ.
Från Fayol stammar också begreppet kontrollspann, dvs det antal personer som en chef kan styra och övervaka på ett effektivt sätt utan att det blir en övermäktig uppgift. I normalfallet är ett lämpligt kontrollspann sex till åtta personer, men om arbetsuppgifterna är extremt standardiserade så kan man tänka sig ett kontrollspann på upp till 30 personer (enligt Jacobsen & Thorsvik 2:a upplagan 2002 sid. 97 är det max 12 personer som Fayol förespråkar).

### Human Relations
Human Relations främsta upphovsman är den australiska psykologen Elton Mayo.:85-86 Teorins senare utveckling bygger till stor del på de brister hos Scientific Management, Fredric Winslow Taylor, som har uppdagats när Scientific Management använts i praktiken. Utgångspunkten för Human Relationsteorin var dock inte kritik av Scientific Management, utan en kritik av den tidigare inflytelserika Human Factor teorin vilken hävdade att arbetshälsa och arbetsglädje enbart grundades på individuella arbetares fysiska arbetsmiljö. En studie som ofta anses vara startskottet för teorin är de så kallade Hawthorne-studierna. Hawthorne-studierna genomfördes vid en av Western Electrics fabriker i Chicago. Studien utfördes där på grund av att det hade varit mindre problem mellan arbetare och ledning här än i andra liknande fabriker.:82-83
Hawthorne-forskarna prövade att öka ljuset på en avdelning och fann att det ökade produktionen, vad som var förvånande var att produktionen ökade ytterligare när man prövade att åter minska belysningen. De prövade även att för en liten grupp förändra andra förutsättningar, så som arbetstider, och fann en liknande effekt. Den slutsats som drogs av detta var att produktionen ökade när ledningen började intressera sig mer för människorna på en avdelning, då innebar att de anställda kände sig sedda, uppskattade och därmed mer motiverade att arbeta. 
I ett uppföljande experiment studerades två exakt likadana arbetsgrupper som utförde likadana arbetsuppgifter och hade samma prestationskrav. Däremot var prestationsnivåerna helt olika; den ena gruppen uppfyllde precis prestationskravet medan den andra konstant presterade mycket bättre. Man konstaterade utifrån detta att den formelle ledaren satte minimikravet, men att det fanns ett informellt ledarskap som avgjorde maximinivån. Slutsatsen av detta blev att det informella ledarskapet och gruppdynamiken sattes på kartan som en avgörande förklaringsfaktor bakom produktionseffektivitet.
De saker Human Relations-förespråkarna framhåller som betydelsefulla faktorer i en organisation är:
- Sociala kontakter
- Icke-ekonomiska belöningar och bestraffningar
- Gruppnormer
- Formellt och informellt ledarskap

## Struktur

### Formell struktur
Formell struktur utgörs av en uppsättning regler kopplat till arbetsdelning och styrning och kännetecknas av tydliga strukturer, långsiktiga kontrakt och en tydlig ekonomisk styrning. Genom formell struktur styr organisationens ledning arbetsprocesserna via uppsatta mål som eftersträvas genom en konstruktion av formella system. Formell struktur beskrivs ofta med ett organisationsschema vilket är en uppmappning av hierarkin i organisationen för att få en tydlig bild av överordnande och underordnande i organisationen.:51-52

### Informell struktur
Är ett komplement till den formella strukturen och utgår från sociala aspekter såsom gemenskap, relationer och kreativt samarbete. Utveckling av informella normer är vanligt och kan ibland reglera medarbetarnas förhållande till organisationen. Begreppet myntades i samband med empirisk forskning och observation av människor i arbetsgrupper, då forskare upptäckte att en formell struktur inte är en tillräcklig struktur i en organisation för att tillgodose dess medarbetare.:51-52 Den informella strukturen utgörs av fyra följande teser:

#### 1)    Tesen om social behovstäckning
Täcker sociala behov; Människan behöver kontakt och erkännande i form av kontakt och samtal, social trygghet, behov av information samt socialt stöd i olika situationer. Motsatsen, social isolering, kan i många avseenden användas som straff. Denna tes betraktar informell struktur som en positiv komponent inom organisationsteori. 

#### 2)    Kompletteringstesen
Regler och direktiv som kännetecknar formell struktur täcker oftast inte alla handlingar. Därför krävs oskrivna regler, sociala normer och mänskliga nätverk vid snabba kontaktmöjligheter och självständiga beslut på arbetsplatsen för att komplettera den formella strukturen. Informell struktur reducerar då osäkerheten hos individer på alla nivåer i organisationen.

#### 3)    Förvrängningstesen
Den informella strukturen kan medverka till att förvränga intentionerna i en organisation. Tesen framhåller att olika ändamål i den formella strukturen anpassas efter medarbetarnas behov och intressen, samt att man kan vrida på reglerna för att passa människan.

#### 4)    Motsättningstesen
Anses som ett sätt att kringgå den formella strukturen genom att medarbetarna utvecklar en fientlig inställning mot ledningen och organisationen och motsätter sig den formella strukturen i organisationen. Strejk är ett exempel på hur motsättningstesen kan fungera i praktiken.

## Teorier efter andra världskriget

### Beslutsskolan
Till beslutsskolans förgrundsgestalter brukar man räkna de amerikanska professorerna Herbert Simon och James G March. De utgick ifrån att beslutsfattande är den centrala aktiviteten i organisationer - allt som sker har sin grund i ett beslut som någon eller några fattat - och de studerade därför empiriskt hur människor i organisationer fattar beslut.
Ett resultat av denna forskning är att människor är begränsat rationella (bounded rationality), vilket innebär att man i en beslutssituation inte förmår ta in all tänkbar information och inte heller förmår att formulera alla tänkbara beslutsalternativ. Istället tar man in viss information och litar till sina tidigare erfarenheter. March och Simon namngav denne begränsat rationelle beslutsfattare till Administrative Man och kontrasterade denne mot den nationalekonomiska mikroteorins fullt rationelle Economic Man.
I senare verk utvidgade inte minst March kritiken mot de rationella beslutsmodellerna och pekade på att man i verkligheten ofta bestämmer sig för lösningar innan man formulerat problem. I den s.k. soptunnemodellen för beslutsfattande (garbage can model for decision-making) pekade han på att beslut ofta inträffar utan förvarning, när det på en och samma gång råkar finnas ett problem, en lösning, ett beslutstillfälle och en legitim beslutsfattare. Däremot finns det ett starkt behov hos alla organisationer att framstå som rationella, vilket gör att de inför omvärlden mer än gärna visar upp en falsk bild av rationella beslutsprocesser.

### Contingency theory-synsättet
Contingency-synsättet ("situationsanpassad") är ett samlingsnamn på ett flertal olika teoribildningar som har det gemensamt att de ifrågasätter den klassiska organisationslärans grundtanke att det finns ett bästa sätt att organisera. Istället pekar de på att olika organisationer befinner sig i olika omständigheter, och att det är dessa omständigheter som styr vilken den effektivaste organisationsformen är i just detta fall. Det som ger de bästa resultatet kan således inte avgörars utifrån en universell teori allt beror i stället på situationens speciella karaktär.  
En god anpassning till omgivning är orsaken till att organisationer är framgångsrika.  
Contingency-synen understryker den betydelse som omgivningen har på organisationens struktur och funktionsförmåga. Det innebär att organisationen bör anpassa sina interna förhållanden till omgivningen för att bli effektiv. Förhållandet mellan organisationen och dess omgivning är i centrum genom att man betonar omgivningens betydelse för organisationens tillkomst och fortlevnad.

### Socioteknik
Det s.k. sociotekniska synsättet förekom framför allt i Storbritannien och Sverige under 1960- och 1970-talen. I grunden låg en inspiration från Human Relations-skolan samt en vilja att skapa industriella organisationer som bättre tog tillvara människors kreativitet och behov av uppmuntran och motivation.
Det grundläggande antagandet i det sociotekniska synsättet är att alla organisationer kan beskrivas utifrån både sociala och tekniska aspekter, och att dessa aspekter är relaterade till varandra. Ju bättre denna relation är utformad, desto mer effektiv är organisationen. Varje förändring i en av aspekterna riskerar därmed att göra relationen sämre, försåvitt man inte samtidigt gör kompletterande förändringar i den andra aspekten. Exempelvis är det bara skadligt för organisationen att genomföra massiva personalutbildningar (en "social" förändring) utan att samtidigt också se över själva produktionstekniken - utbildade människor som återkommer till en oförändrad produktionslina kommer att bli mer missnöjda än de var innan. Det sociotekniska synsättet rekommenderar därför s.k. joint optimization - en samtidigt och samordnad optimering av både de sociala och de tekniska systemen.
Sociotekniken fick ett praktiskt genomslag i Sverige på 1970-talet, då flera stora företag, däribland Volvo gjorde förändringar av produktionsorganisationen i enlighet med teorins rekommendationer.

### Kultursynsättet
Kultursynsättet växte fram i början av 1980-talet och fick snabbt ett omfattande genomslag både i teori och praktik. I grunden för detta låg en insikt om betydelsen av gemensamma normer och värderingar för hur människor agerar i organisationer. I Sverige har synsättet haft sin främste förespråkare i professor Mats Alvesson.
Det praktiska genomslaget kom 1982 med bestsellern In search of excellence författad av Tom Peters och Robert H Waterman. I boken hävdade de att källan till organisatorisk effektivitet är att alla organisationsmedlemmar har samma grundvärderingar, och att ett modernt ledarskap därför måste syfta till att formulera sådana grundvärderingar och övertyga de anställda om dessa. Boken tog upp ett antal framgångsrika amerikanska storföretag som exempel på att teorin stämde, men olyckligtvis kom det senare att gå ganska illa för flera av dem. Kritikerna pekade på att starka och gemensamma värderingar kanske är bra i framgångstider, men att det kan vara mycket svårt att ändra på dessa när organisationen hamnar i ett nytt läge.
Forskningstraditionen inom kultursynsättet kom att få en helt annan bakgrund. Istället för att betrakta kultur som en uppsättning normer och värderingar som organisationen kunde lägga sig till med vid sidan om strukturer, teknologier och annat (kultur som delsystem), så valde man att betrakta organisationer som kulturer (kultur som metafor). Inspirationen till detta kom från antropologi och etnografi, dvs vetenskaper där man genom att försöka förstå hur människor resonerar och tolkar saker och ting kan artikulera vilka (ofta omedvetna) grundläggande föreställningar som de bär med sig. Allt synligt beteende och även fysiska artefakter i en organisation betraktas därmed som uttryck för underliggande värderingar - organisationen finns bara om alla människor är överens om att den finns! Dessa värderingar kan till stor del vara gemensamma, men det kan också uppstå kulturkrockar- t.ex. mellan nyanställda och en befintlig organisation eller mellan två företag som slås samman. Detta öppnade för en syn på ledarskap som kulturskapande och kulturbärande, och för en syn på organisationsförändring som något betydligt svårare och trögare än vad man förut hade trott.

### Intressentsynsättet
Synsättet utgår från att organisationer är engagerade i utbyte mellan olika aktörer som verkar i egenskap av intressenter för organisationen - sådana intressenter kan till exempel vara ägare, intresseorganisationer, anställda, kunder, leverantörer, långivare, offentlig sektor, och andra samhällsaktörer. Organisationens krav på att skapa mervärde och nytta för sina intressenter utgör kärnan i intressentteorin, och behandlas bland annat i Principal agent-teorin som närmare undersöker relationen mellan ägare och organisationsledare.

## Senare/Moderna organisationsteorier

### Nyinstitutionell organisationsteori
Nyinstitutionell teori är en vidareutveckling av institutionell teori. Den grundläggande skillnaden är dock hur den nyinstitutionella teorin fokuserar mer på den institutionaliserade organisationens förhållande till omvärlden, och hur detta förhållande påverkar hur organisationen utvecklas och förändras. När ett nyinstitutionellt perspektiv anläggs på organisationsteorin fokuseras organisationsstrukturer och processer inom organisatoriska fält. De organisatoriska fälten definieras av att de organisationer eller verksamheter som ingår i dem är relaterade till varandra på något sätt. Det kan vara relationer som konkurrens inom samma bransch, producenter eller leverantörer och kunder, myndigheter. Stort fokus läggs på matematiska koncept som optimeringslära.